# 103 Hera
103 Hera este un asteroid din centura principală, descoperit pe 7 septembrie 1868, de James Watson.